# Campionati mondiali di judo
I campionati mondiali di judo sono la massima competizione mondiale di judo insieme al torneo olimpico e a partire dal 2009 fanno parte dell'IJF World Tour.
Sono organizzati dall'International Judo Federation e hanno cadenza annuale, ad eccezione degli anni olimpici. I judoka qualificati gareggiano nelle rispettive categorie rappresentando la proprio nazione. Negli anni il formato e la periodicità nella competizione sono cambiati.
Il primo torneo fu solamente maschile si tenne nel 1956 mentre il primo torneo esclusivamente femminile nel 1980, a partire dal 1987 il torneo maschile e femminile si svolgono contemporaneamente nello stesso posto. A partire dal 1994 si svolge anche il campionato a squadre. 

## Storia
La prima edizione si è svolta nel 1956 a Tokyo, Giappone. Non vi erano categorie di peso e il giapponese Shokichi Natsui è stato il primo ad ottenere il titolo di campione del mondo, la seconda edizione, tenutasi nel 1958, si è svolta sempre a Tokyo ma sono state vinte da Koji Sone, anche lui giapponese. Nel 1961 per la prima volta la competizione si è svolta al di fuori del Giappone, a prevalere sugli altri è stato il judoka olandese Anton Geesink che a Parigi, Francia, è stato il primo campione del mondo non nipponico.
Per i mondiali 1965 sono state introdotte le categorie di peso: -68 kg, -80 kg, +80 kg ma è stata comunque mantenuta una categoria "open" (senza limitazioni di peso).
Nonostante una sempre maggiore diffusione, non vi è stato un campionato mondiale femminile fino al 1980, questa competizione si è svolta a New York City, USA. La prima edizione unificata, nella quale sia uomini che donne competevano durante gli stessi giorni nello stesso luogo, si è tenuta nel 1987 a Essen. La cadenza è stata biennale fino al 2009, a partire da quell'anno la cadenza è diventata annuale con la regola che se si tratta di un anno olimpico il campionato mondiale non viene disputato. A partire dal 2021 i campionati mondiali sono disputati anche se durante lo stesso anno vengono disputate i giochi olimpici.
Nel 1977 i Campionati mondiali che dovevano svolgersi a Barcellona vennero annullati a causa conflittualità tra la Cina e Taiwan.

## Categorie di peso
Attualmente ci sono 16 categorie, 8 per genere. Negli ultimi anni la categoria Open non viene disputata ogni anno e non nello stesso luogo delle altre categorie.
| 1956-1963                              | 1965                                   | 1967-1975                              | T1979-1997                             | 1999-presente                          |
| -------------------------------------- | -------------------------------------- | -------------------------------------- | -------------------------------------- | -------------------------------------- |
| Categoria Open (nessun limite di peso) | Categoria Open (nessun limite di peso) | Categoria Open (nessun limite di peso) | Categoria Open (nessun limite di peso) | Categoria Open (nessun limite di peso) |
| Categoria Open (nessun limite di peso) | +80 kg Pesi massimi                    | +93 kg Pesi massimi                    | +95 kg Pesi massimi                    | +100 kg Pesi massimi                   |
| Categoria Open (nessun limite di peso) | +80 kg Pesi massimi                    | -93 kg Pesi mediomassimi               | -95 kg Pesi mediomassimi               | -100 kg Pesi mediomassimi              |
| Categoria Open (nessun limite di peso) | -80 kg Pesi medi                       | -80 kg Pesi medi                       | -86 kg Pesi medi                       | -90 kg Pesi medi                       |
| Categoria Open (nessun limite di peso) | -80 kg Pesi medi                       | -70 kg Pesi medioleggeri               | -78 kg Pesi medioleggeri               | -81 kg Pesi medioleggeri               |
| Categoria Open (nessun limite di peso) | -68 kg Pesi leggeri                    | -63 kg Pesi leggeri                    | -71 kg Pesi leggeri                    | -73 kg Pesi leggeri                    |
| Categoria Open (nessun limite di peso) | -68 kg Pesi leggeri                    | -63 kg Pesi leggeri                    | -65 kg Pesi superpiuma                 | -66 kg Pesi superpiuma                 |
| Categoria Open (nessun limite di peso) | -68 kg Pesi leggeri                    | -63 kg Pesi leggeri                    | -60 kg Pesi piuma                      |                                        |

| 1980-1997                              | 1999-presente            |
| -------------------------------------- | ------------------------ |
| Categoria Open (nessun limite di peso) |                          |
| +72 kg Pesi massimi                    | +78 kg Pesi massimi      |
| -72 kg Pesi mediomassimi               | -78 kg Pesi mediomassimi |
| -66 kg Pesi medi                       | -70 kg Pesi medi         |
| -61 kg Pesi medioleggeri               | -63 kg Pesi medioleggeri |
| -56 kg Pesi leggeri                    | -56 kg Pesi leggeri      |
| -52 kg Pesi superpiuma                 |                          |
| -48 kg Pesi piuma                      |                          |

## Competizioni individuali
I campionati mondiali hanno avuto luogo in ogni continente ad eccezione dell'Oceania e dell'Antartide.

### Competizione maschile
| Nr. | Anno | Data              | Luogo                       | Impianto                        | Nazioni    | Atlete     | Rif.          |
| --- | ---- | ----------------- | --------------------------- | ------------------------------- | ---------- | ---------- | ------------- |
| 1   | 1956 | 03 maggio         | Giappone, Tokyo             | Kuramae Kokugikan               | 21         | 31         | [ 1 ] [ 2 ]   |
| 2   | 1958 | 30 novembre       | Giappone, Tokyo             | Tokyo Metropolitan Gymnasium    | 18         | 39         | [ 3 ] [ 4 ]   |
| 3   | 1961 | 02 dicembre       | Francia, Parigi             | Stade Pierre de Coubertin       | 25         | 57         | [ 5 ] [ 6 ]   |
| 4   | 1965 | 14 - 17 ottobre   | Brasile, Rio de Janeiro     | Maracanãzinho                   | 42         | 150        | [ 7 ] [ 8 ]   |
| 5   | 1967 | 09 - 11 agosto    | Stati Uniti, Salt Lake City | University of Utah              | 25         | 115        | [ 9 ] [ 10 ]  |
| 6   | 1969 | 23 - 25 ottobre   | Messico, Città del Messico  | Palacio de los Deportes         | 39         | 187        | [ 11 ] [ 12 ] |
| 7   | 1971 | 02 - 04 settembre | Germania Est, Ludwigshafen  | Friedrich-Ebert-Halle           | 52         | 310        | [ 13 ] [ 14 ] |
| 8   | 1973 | 22 - 24 giugno    | Svizzera, Losanna           | Palais de Beaulieu              | 50         | 288        | [ 15 ] [ 16 ] |
| 9   | 1975 | 23 - 25 ottobre   | Austria, Vienna             | Wiener Stadthalle               | 46         | 274        | [ 17 ] [ 18 ] |
| -   | 1977 | 19 - 24 settembre | Spagna, Barcellona          | Palau dels Esports de Barcelona | Cancellati | Cancellati | [ 19 ]        |
| 10  | 1979 | 06 - 09 dicembre  | Francia, Parigi             | Stade Pierre de Coubertin       | 54         | 273        | [ 20 ] [ 21 ] |
| 11  | 1981 | 03 - 06 settembre | Paesi Bassi, Maastricht     | Euro Hall                       | 51         | 255        | [ 22 ] [ 23 ] |
| 12  | 1983 | 13 - 16 ottobre   | Unione Sovietica, Mosca     | Euro Hall                       | 44         | 226        | [ 24 ] [ 25 ] |
| 13  | 1985 | 26- 29 settembre  | Corea del Sud, Seoul        | Jamsil Arena                    | 39         | 189        | [ 26 ] [ 27 ] |

### Competizione femminile
| Nr. | Anno | Data             | Luogo                   | Impianto                   | Nazioni | Atleti | Rif.          |
| --- | ---- | ---------------- | ----------------------- | -------------------------- | ------- | ------ | ------------- |
| 1   | 1980 | 29 - 30 novembre | Stati Uniti, New York   | Madison Square Garden      | 27      | 149    | [ 28 ] [ 29 ] |
| 2   | 1982 | 04 - 05 dicembre | Francia, Parigi         | Stadio Pierre de Coubertin | 35      | 174    | [ 30 ] [ 31 ] |
| 3   | 1984 | 10 - 11 novembre | Austria, Vienna         | Wiener Stadthalle          | 32      | 183    | [ 32 ] [ 33 ] |
| 4   | 1986 | 24 - 26 ottobre  | Paesi Bassi, Maastricht | De Geusselt                | 35      | 162    | [ 34 ] [ 35 ] |

### Competizione unificata
| Nr. U/D | Anno | Data                      | Luogo                          | Impianto                            | Nazioni | Atleti | Rif.          |
| ------- | ---- | ------------------------- | ------------------------------ | ----------------------------------- | ------- | ------ | ------------- |
| 14/5    | 1987 | 19 - 22 novembre          | Germania Est, Essen            | Grugahalle                          | 63      | 456    | [ 36 ] [ 37 ] |
| 15/6    | 1989 | 10 - 15 ottobre           | Jugoslavia, Belgrado           | Pionir Hall                         | 63      | 355    | [ 38 ] [ 39 ] |
| 16/7    | 1991 | 25 - 28 luglio            | Spagna, Barcellona             | Palau Blaugrana                     | 64      | 465    | [ 40 ] [ 41 ] |
| 17/8    | 1993 | 30 settembre - 03 ottobre | Canada, Hamilton               | FirstOntario Centre                 | 79      | 508    | [ 42 ] [ 43 ] |
| 18/9    | 1995 | 28 settembre - 01 ottobre | Giappone, Chiba                | Makuhari Messe                      | 100     | 627    | [ 44 ] [ 45 ] |
| 19/10   | 1997 | 09 - 12 ottobre           | Francia, Parigi                | Palazzo dello Sport di Parigi-Bercy | 91      | 585    | [ 46 ] [ 47 ] |
| 20/11   | 1999 | 07 - 10 ottobre           | Regno Unito, Birmingham        | National Indoor Arena               | 91      | 619    | [ 48 ] [ 49 ] |
| 21/12   | 2001 | 26 - 29 luglio            | Germania, Monaco               | National Indoor Arena               | 89      | 586    | [ 50 ] [ 51 ] |
| 22/13   | 2003 | 11 - 14 settembre         | Giappone, Osaka                | Osaka-jō Hall                       | 100     | 631    | [ 52 ] [ 53 ] |
| 23/14   | 2005 | 8 - 11 settembre          | Egitto, Cairo                  | Cairo Stadium Indoor Halls Complex  | 93      | 579    | [ 54 ] [ 55 ] |
| 24/15   | 2007 | 13 - 16 settembre         | Brasile, Rio de Janeiro        | HSBC Arena                          | 139     | 743    | [ 56 ] [ 57 ] |
| 25/16   | 2009 | 27 - 30 agosto            | Paesi Bassi, Rotterdam         | Rotterdam Ahoy                      | 197     | 538    | [ 58 ] [ 59 ] |
| 26/17   | 2010 | 9 - 13 settembre          | Giappone, Tokyo                | Yoyogi National Gymnasium           | 112     | 847    | [ 60 ] [ 61 ] |
| 27/18   | 2011 | 23 - 28 agosto            | Francia, Parigi                | Palazzo dello Sport di Parigi-Bercy | 131     | 864    | [ 62 ] [ 63 ] |
| 28/19   | 2013 | 26 agosto - 1 settembre   | Brasile, Rio de Janeiro        | Maracanãzinho                       | 123     | 673    | [ 64 ] [ 65 ] |
| 29/20   | 2014 | 25 - 31 agosto            | Russia, Chelyabinsk            | Maracanãzinho                       | 123     | 673    | [ 66 ] [ 67 ] |
| 30/21   | 2015 | 24 - 30 agosto            | Kazakistan, Astana             | Alau Ice Palace                     | 120     | 723    | [ 68 ] [ 69 ] |
| 31/22   | 2017 | 28 agosto - 3 settembre   | Ungheria, Budapest             | László Papp Budapest Sports Arena   | 126     | 728    | [ 70 ] [ 71 ] |
| 32/23   | 2018 | 20 - 27 settembre         | Azerbaigian, Baku              | National Gymnastics Arena           | 124     | 755    | [ 72 ] [ 73 ] |
| 33/24   | 2019 | 25 agosto - 1 settembre   | Giappone, Tokyo                | Nippon Budokai                      | 143     | 828    | [ 74 ] [ 75 ] |
| 34/25   | 2021 | 6 - 13 giugno             | Ungheria, Budapest             | László Papp Budapest Sports Arena   | 118     | 661    | [ 76 ] [ 77 ] |
| 35/26   | 2022 | 6 - 13 ottobre            | Uzbekistan, Tashkent           | Humo Ice Dome                       | 82      | 571    | [ 78 ] [ 79 ] |
| 36/27   | 2023 | 7 - 14 maggio             | Qatar, Doha                    | Ali Bin Hamad al-Attiyah Arena      | 99      | 657    | [ 80 ] [ 81 ] |
| 37/28   | 2024 | 19 - 24 maggio            | Emirati Arabi Uniti, Abu Dhabi | Mubadala Arena                      | 107     | 658    | [ 82 ] [ 83 ] |
| 38/29   | 2025 | 13 - 20 giugno            | Ungheria, Budapest             | László Papp Budapest Sports Arena   | 93      | 556    | [ 84 ] [ 85 ] |
| 39/30   | 2026 |                           | Azerbaigian, Baku              |                                     |         |        | [ 86 ]        |
| 40/31   | 2027 |                           | Kazakistan                     |                                     |         |        | [ 87 ]        |

### Competizione categoria Open
| Nr. | Anno | Data             | Luogo                     | Impianto                       | Nazioni | Atleti | Rif.          |
| --- | ---- | ---------------- | ------------------------- | ------------------------------ | ------- | ------ | ------------- |
| 1   | 2008 | 20 - 21 dicembre | Francia, Levallois-Perret | Marcel Cerdan Palace of Sports | 18      | 51     | [ 88 ]        |
| 2   | 2011 | 29 - 30 ottobre  | Russia, Tyumen            | Judo Centre                    | 22      | 49     | [ 89 ] [ 90 ] |
| 3   | 2017 | 11 - 12 novembre | Marocco, Marrakech        | Palais des Congrès             | 28      | 58     | [ 91 ] [ 92 ] |

### Luoghi degli eventi
Tabella riassuntiva di quanti eventi individuali sono stati organizzati nei vari continenti. Si tiene conto solamente dei mondiali già disputati. Per la nazioni transcontinentali si tiene conto del luogo in cui si è svolto l'evento
| Europa | Asia | America del Sud | America del Nord | Africa | Oceania | Antartide | Totale |
| ------ | ---- | --------------- | ---------------- | ------ | ------- | --------- | ------ |
| 21     | 14   | 4               | 3                | 2      | 0       | 0         | 44     |

Le nazioni nei quali si sono svolti più eventi individuali sono Giappone e Francia, entrambi hanno ospitato 6 volte i campionati mondiali, mentre le città sono Parigi con 5 eventi, Tokyo con 4 eventi e Rio de Janeiro con 3 eventi nel proprio territorio.

## Curiosità
Gli atleti campioni del mondo in carica hanno il diritto di indossare sulla schiena il "Backnumber" di colore rosso. Se l'anno successivo non si riconferma campione non ha più diritto di indossare il colore rosso in competizioni ufficiali. Possono inoltre ricamare una stella per ogni mondiale vinto sul petto, vicino allo stemma nazionale.